# Аржаных, Иван Семёнович
Иван Семёнович Аржаных (24.02.1914—20.03.1980) — советский математик, член-корреспондент АН Узбекской ССР (1960).

## Биография
Род. в селе Брусилов Радомысльского уезда Киевской губернии.
В 1930 году работал в Алма-Ате и начал учиться на курсах подготовки в вуз при КазГУ. В 1931 г. поступил на физико-математический факультет Среднеазиатского государственного университета (САГУ), в 1934 г. был направлен в Ленинградский университет и окончил его в 1936 г. по отделению механики.
После этого вернулся в САГУ на ставку ассистента. В 1938 г. защитил кандидатскую диссертацию и был утверждён в должности доцента.
26 июня 1941 года добровольцем ушёл на фронт, участвовал в боях под Ельней и Калугой, в обороне Москвы (616 сп 194 сд 49 А), лейтенант. После тяжёлого ранения комиссован по инвалидности.
В САГУ (с 1958 года ТашГУ — Ташкентский государственный университет) работал до 1960 года, с 1943 г. зав. кафедрой аэрогидродинамики, с 1958 г. зав. кафедрой математического анализа.
В 1956 году представил свою монографию «Интегральные уравнения основных задач теории поля и теории упругости» в качестве докторской диссертации и защитил её в Московском университете.
С 1944 года по совместительству работал в Институте математики и механики АН Узбекской ССР старшим научным сотрудником, а затем заведующим отделом. После разделения института заведовал отделом математического анализа Института математики АН УзССР.
В июле 1960 года перешёл в Институт математики на постоянную работу: в 1960—1962 гг. заместитель директора по науке и до конца жизни — заведующий отделом математического анализа.
В 1960 году избран членом-корреспондентом АН Узбекской ССР.

## Награды и премии
Заслуженный деятель науки и техники Узбекской ССР (1962). 
Награждён орденами «Знак Почёта» и Отечественной войны II степени.

## Сочинения
- Интегральные уравнения основных задач теории поля и теории упругости / Акад. наук Узб. ССР. Ин-т математики и механики. [30 лет УзССР]. — Ташкент : Изд-во Акад. наук Узб. ССР, 1954. — 108 с.
- Обращение волновых операторов / Акад. наук УзССР. Ин-т математики им. В. И. Романовского. — Ташкент : Изд-во Акад. наук УзССР, 1962. — 164 с.
- Опыт классификации математических исследований : категории мат. познания / И. С. Аржаных. — Ташкент : Фан, 1982. — 134 с.
- Поле импульсов / Акад. наук УзССР. Ин-т механики. — Ташкент : Наука, 1965. — 231 с.
- Многомерная теория поля. — Ташкент : Фан, 1978. — 166 с.
- Канонические уравнения ранга, большего нуля / Акад. наук УзССР. Ин-т механики. — Ташкент : Изд-во Акад. наук УзССР, 1962. — 145 с.
- Векторные потенциалы поверхностных деформаций, поверхностных и объемных сил. — [Б. м.] : [б. и.], [1949]. — С. 93-102. Отд. отт. из: «Бюллетень Среднеазиат. гос. ун-та», вып. 30, 1949, с. 93-102
- К вопросу расчета статистически неопределимых систем : (Об одном способе решения канонических уравнений). — [Б. м.] : [б. и.], [1937]. Отд. отт. из: Бюллетень Среднеазиат. гос. ун-та. Вып. 22, 1937, № 2, с. 19-26